# Hormisdas Pilon
Pour les articles homonymes, voir Pilon.
Hormisdas Pilon (1857-1937) est un homme politique et un vétérinaire canadien.
Natif de Vaudreuil, dans un foyer agricole, il fit ses études au collège Bourget et à l'école de médecine Victoria, où il s'initia à la médecine générale avant de s'orienter vers la médecine vétérinaire. Il exerça son métier et devint le directeur de l'Ordre des médecins vétérinaires jusqu'en 1928.
Il avait en même temps exercé l'agriculture et était devenu le maire de Saint-Michel-de-Vaudreuil de 1900 à 1911 et de 1918 à 1923. Dans une élection partielle de 1901, il fut élu député libéral. Il est réélu à plusieurs reprises dans la circonscription de Vaudreuil, en 1904, 1908, 1912, 1912, 1916, 1919, 1923 et 1927. À l'Assemblée législative, il exerça la fonction de whip. Après sa retraite de la vie politique, Elzéar Sabourin, également libéral, devient député de la circonscription de Vaudreuil. Il est décédé à Vaudreuil le 19 juillet 1937.